# MaiThink X – Die Show

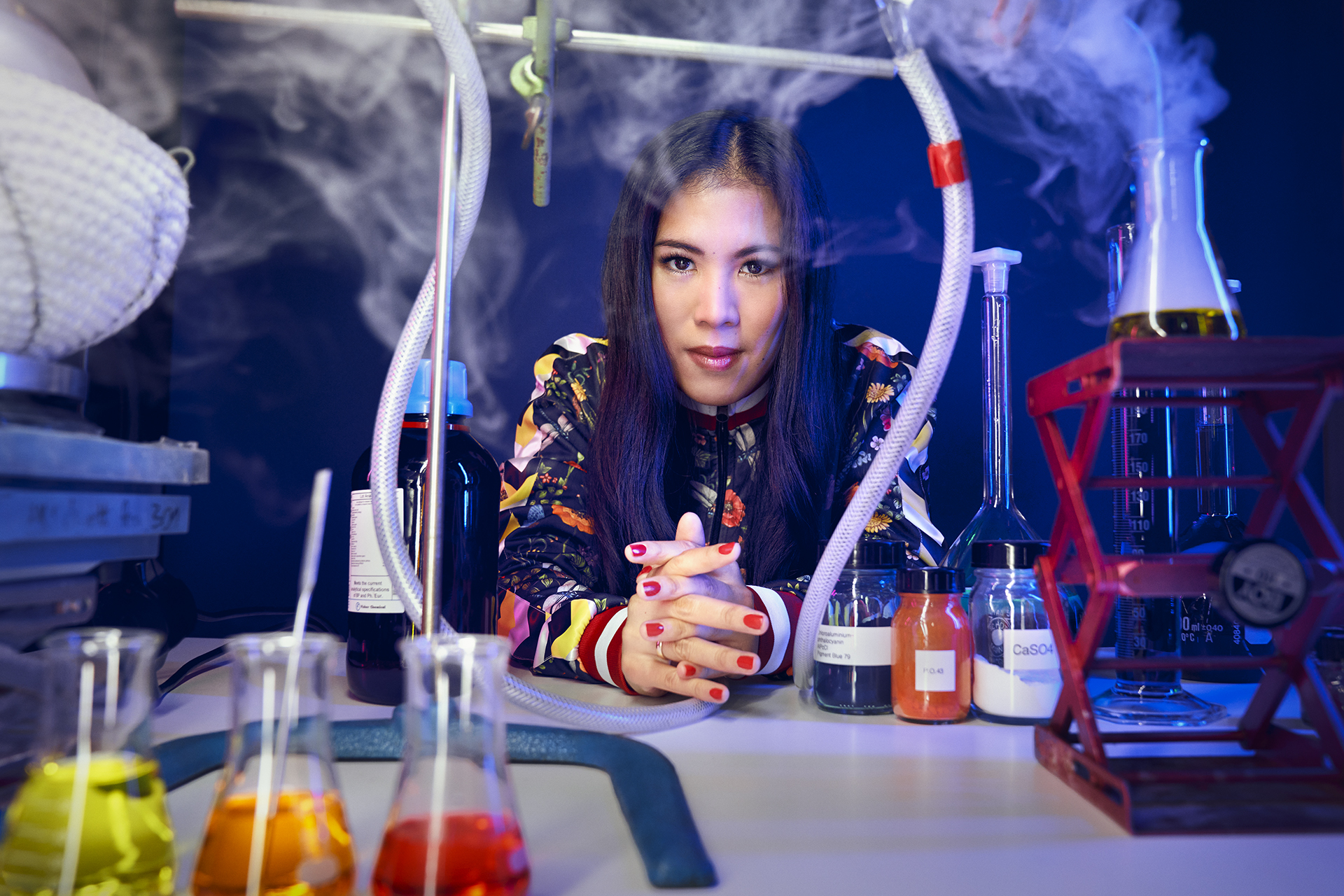
Moderatorin der Sendung: Mai Thi Nguyen-Kim

MaiThink X – Die Show ist eine von Mai Thi Nguyen-Kim moderierte Wissenschaftsshow, die seit 2021 von der bildundtonfabrik für ZDFneo in Köln produziert wird. Für zusätzliche Inhalte wird der YouTube-Kanal MaiThink X betrieben.

## Konzept
In den Sendungen werden aktuelle Themen wissenschaftlich, faktenbasiert, emotional und unterhaltsam aufgearbeitet. Jede der etwa 30-minütigen Sendungen behandelt ein Hauptthema und besteht aus Reportage-Einspielern, wiederkehrenden Rubriken und Sketchen. Bei den Reportagen und bei der Bühnenperformance stehen Mai Thi regelmäßig Max Bierhals, Katjana Gerz und Thora Schubert zur Seite. Darüber hinaus treten prominente Gäste auf der Bühne oder in Einspielern auf. Typische Beispiele sind Thomas Anders, der den Body-Mass-Index (BMI) erklärt, während er Gulasch kocht, oder Maren Kroymann, die von der Geschichte der Haarentfernung erzählt, während sie im Waxing-Studio behandelt wird.
Ergänzend gibt es zu durchschnittlich jeder zweiten Folge ein separates Interview unter dem Titel „Ask Mai Anything“. Darin empfängt Mai Thi einen Experten zum jeweiligen Thema, der gemeinsam mit ihr Fragen aus dem Publikum beantwortet. Die Interviews haben eine Dauer von 15 bis 20 Minuten.

## Produktion
Der Name der Show setzt sich in Anlehnung an ihren Instagram-Account aus dem Vornamen der Gastgeberin und den Initialen ihres Nachnamens (Mai Thi Nguyen-Kim) sowie einem X in Anlehnung an „Terra X“ zusammen. Darüber hinaus beinhaltet es auch den Bestandteil think, das englische Wort für „(nach)denken“.
Die erste Staffel der Show wurde in den Studios der MMC Studios Cologne in Köln-Ossendorf als Blockproduktion aufgezeichnet. Die zweite Staffel wurde im Studio König in Ehrenfeld aufgezeichnet. Die Folgen der Show sind jeweils sonntags ab 18 Uhr im Streamingportal des ZDF verfügbar, während die Erstausstrahlung am gleichen Tag um 22:15 Uhr auf ZDFneo erfolgt.
Der Studioaufbau ist schlicht gehalten und besteht lediglich aus den Stuhlreihen für das Live-Publikum und einer kleinen Bühne, die auf ihrer gesamten Breite von einer LED-Wand eingenommen wird, die mit wechselnden Inhalten bespielt wird.
Die Staffeln 2 bis 4 wurden jeweils am Tag der Erstausstrahlung der letzten Folge der vorherigen Staffel angekündigt.
Die Folgen der fünften Staffel wurden von wechselnden Prominenten als Elternzeitvertretungen für Mai Thi Nguyen-Kim  moderiert.

## Episodenliste
| Staffel | Erstausstrahlung         |
| ------- | ------------------------ |
| 1       | 24. Okt. – 28. Nov. 2021 |
| 2       | 6. März – 10. Apr. 2022  |
| 3       | 18. Sep. – 30. Okt. 2022 |
| 4       | 26. Feb. – 2. Apr. 2023  |
| 5       | 17. Sep. – 22. Okt. 2023 |
| 6       | 18. Feb. – 24. März 2024 |
| 7       | 15. Sep. – 20. Okt. 2024 |
| 8       | 2. März – 13. Apr. 2025  |

## Rezeption
- Lena Reuters von der Süddeutschen Zeitung schrieb zur Auftaktfolge am 25. Oktober 2021: „Maithink X zeigt damit, was schon andere Shows wie das ZDF Magazin Royale und Die Carolin Kebekus Show bewiesen haben: Klare Kante zeigen und unterhalten schließen sich nicht aus.“[5]
- Peer Schader von DWDL.de kam nach der ersten Staffel zu einem ambivalenten Fazit: „In ihren guten Momenten ist „MaiThink X – Die Show“ eine Einladung, Zusammenhänge zu verstehen, über die man sich bislang zu wenig Gedanken gemacht hat. Und in ihren schlechten ein Misstrauensvotum gegen das eigene Publikum, dem man offensichtlich die Aufmerksamkeitsspanne eines Lemmings zutraut, wenn es nicht ständig ein neues Zückerchen hingeworfen kriegt.“[6]
- Die Show ist für den Grimme-Preis 2022 in der Kategorie Unterhaltung und den Deutschen Fernsehpreis 2022 in der Kategorie Bestes Infotainment nominiert worden.[7][8][9]